# Актинидия полигамная
Актини́дия полига́мная, или актинидия многобра́чная, или актинидия носа́тая, или актинидия остропло́дная (лат. Actinídia polygáma), также мататаби — лиана; вид рода Актинидия.

## Распространение и экология
В природе произрастает на юге Приморья (залив Посьета, Раздольное), на юге Сахалина, в Корее, Японии, Маньчжурии.
В чернопихтовых и кедрово-широколиственных лесах, преимущественно на осветленных местах, по вырубкам, у скал, на каменистых росыпях, небольшими группами, обычно вместе с актинидией острая и коломикта, но значительно реже их. Верхняя граница проходит на высоте 250—300 м над у. м., нижняя — около 100 м.
Разводится семенами, отводками и черенками.

## Ботаническое описание

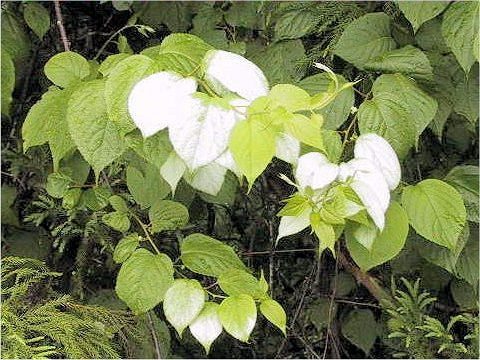
Листья актинидии полигамной

Многолетняя кустарниковая лиана. Вырастает в длину до 5 м.
Кора молодых побегов серовато-коричневая, старых — красновато-бурая.
Листья меняют окраску в течение периода вегетации. Листья снизу по жилкам с небольшими щетиновидными волосками.
Цветёт с начала июня до начала августа, около 30 дней, белыми ароматными цветками. Чашечка при плодах зелёная. Растение двудомное.
Плоды — ягоды до 4 см длиной с коническим острым носиком, съедобны, но значительно менее вкусны, чем у других видов,  ограниченно применяются в японской кухне как ароматические овощи, на вкус слегка жгучие, по сравнению с другими видами актинидии бедны витамином C. Созревание начинается в конце сентября, при созревании резко изменяют окраску. Из твёрдых светло-зелёных они становятся мягкими и оранжевыми.

## Хозяйственное значение и применение

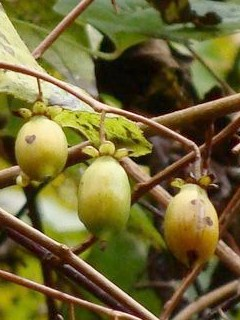
Плоды

Актинидия полигамная менее вынослива, чем актинидия коломикта и актинидия острая, но более декоративна. В культуре с 60-х годов XIX века. В японской кухне ягоды ограниченно используются как острые овощи, в салатах и как приправа к рису, маринуются и солятся. Сушёные листья используют в травяных чаях. 
В ряде работ имеются указания, что плоды становятся съедобными после морозов. 

### Действие на кошек
Подобно другим растениям своего рода, актинидия полигамная крайне привлекательна для домашних кошек (содержит актинидин и непеталактол), и является стереотипной приманкой для них в японской культуре, подобно валериане в России и кошачьей мяте в англоязычных странах. Японское название растения, мататаби, часто встречается в произведениях японской культуры в связи с кошками.
Кроме указанных, в растении содержится ещё ряд иридоидов, среди которых мататабилактон посредством которого актинидия полигамная защищается от насекомых, но в то же время он привлекает златоглазку семиточечную (лат. Chrysopa pallens), которая питается растением.